# Die Schlümpfe – Das verlorene Dorf
Die Schlümpfe – Das verlorene Dorf (Originaltitel: Smurfs: The Lost Village) ist ein US-amerikanischer Computeranimationsfilm aus dem Jahr 2017 und ist der dritte Die-Schlümpfe-Film von Sony, der aber eine losgelöste Erzählung und keine Verbindung zu Die Schlümpfe und Die Schlümpfe 2 besitzt. Regie führte Kelly Asbury, während Stacey Harman und Pamela Ribon das Drehbuch schrieben. Der Film wurde von Sony Pictures Animation produziert und von Sony Pictures Releasing vertrieben. Die Premiere war am 7. April 2017 und bereits einen Tag vorher war die deutsche Premiere.

## Handlung
Schlumpfine verzweifelt an ihrem Leben als Schlumpf, sie hat keine Aufgabe und ihr Name hat keine Aussage. Hefty, Schlaubi und Clumsy spielen mit ihr im Wald, um sie abzulenken. Da sieht Schlumpfine eine Augenpartie, die ihr wie ein anderer, unbekannter Schlumpf erscheint. Sie läuft dem Wesen nach, das auf der Flucht eine Kappe verliert. Sie ähnelt sehr der Mütze, die sie selbst trägt, nur ist sie statt weiß eher hellocker. Kurz darauf wird Schlumpfine von Gargamels Adler Monty gefangen genommen und zu Gargamel gebracht. Ihre Begleiter machen sich auf den Weg, um sie zu befreien. Gargamel findet die andere Mütze und spricht einen Zauber, um zu erfahren, dass der Träger aus dem „verbotenen Wald“ kommt. Den Schlümpfen gelingt es, Schlumpfine zu befreien, und sie können sich vor Azrael und dem Adler retten.
Doch im Dorf erwartet sie Papa Schlumpf, der sehr wütend ist, dass sich seine kleinen Schlümpfe in solche Gefahr begeben haben. Er schimpft mit ihnen und bestraft sie mit „Pilzarrest“. Schlumpfine zeigt sich reumütig, doch kaum ist die Nacht angebrochen, will sie die „anderen Schlümpfe“ im verbotenen Wald warnen. Also macht sie sich auf den Weg. Als sie an der Grenzmauer angekommen ist, bemerkt sie Hefty, Schlaubi und Clumsy, die ihr gefolgt sind. Zusammen machen sie sich auf den Weg. Doch auch Gargamel ist mit seinen Gefährten unterwegs.
Die vier Schlümpfe werden von magischen Kreaturen drangsaliert und entdecken wenig später Gargamel. Als sie in einem Fluss treiben, geht Gargamel unter und sie müssen ihn retten, da er nicht schwimmen kann. Er bedankt sich, doch dann schubst er sie einen Wasserfall hinunter. Wenig später werden sie in einem hölzernen Käfig festgesetzt. Mit Erstaunen stellen sie fest, dass sie auf die „anderen Schlümpfe“ getroffen sind. Dort sind alle „Schlumpfmädchen“, und jede hat einen Namen aus der Natur. Manche tragen Kleider und Mützen aus Blättern, andere hellgelbe Mützen und Kleider. Sie haben violette Haare, mit unterschiedlicher Länge.
Schlumpfine wird freigelassen, begutachtet und begrüßt, auch Schlumpflilie, die sie zuerst in ihrem Wald gesehen hat, sieht sie wieder. Schlumpfblüte ist ganz aus dem Häuschen und redet ohne Unterlass auf sie ein. Schlumpfine klärt sie über Gargamel auf. Sie bringen die Schlümpfe in ihr Dorf, in dem sehr viele Schlumpfmädchen leben. Dann kommt Schlumpfhilde, sie trägt eine rote Mütze und die dazu passenden Schuhe, dazu ein hellgelbes Kleid. Sie hat, wie Papa Schlumpf, weiße Haare, die zu einem Dutt im Nacken zusammengebunden sind.
Es stellt sich heraus, dass die Schlümpfe und Gargamel die Karte falsch gedeutet haben, es sind keine Bäume, wie von ihnen angenommen, es sind Wasserfälle. Die Mädchen meinen, wenn er dem Weg folgt, kommt er da nie wieder raus. Gargamel währenddessen hängt an einem Baum, unter ihm ein Wasser mit Fischen, die ihn angreifen, verzweifelt ruft er nach den Schlümpfen. Hilde schickt Sturmi aus, um nach Gargamel zu suchen, sie nimmt ausgerechnet Clumsy mit, sie fliegen auf einem Feuerschlucker, während die anderen ein Fest feiern.
Der Adler Monty kann sich, Gargamel und Azrael retten. Sturmi und Clumsy treffen auf Monty, den sie mit Hilfe des Feuervogels abwehren können. Hefty und Schlaubi wollen nach Hause, doch Schlumpfine fühlt sich wohl im Dorf. Clumsy nimmt ihr mit seiner Ankunft eine Antwort ab. Sturmi erklärt, dass sie von Clumsy erfahren hat, dass Schlumpfine kein echter Schlumpf und von Gargamel erschaffen worden ist, sie macht den anderen Schlümpfen Vorwürfe, da sie Gargamel direkt in „ihr Dorf“ geführt haben. Hilde stellt die Sicherheit des Dorfes in den Vordergrund und ordnet Bewachung an. Da fällt ihnen Papa Schlumpf in die Hände. Während sie noch hin und her reden und die zwei Oberhäupter diskutieren, taucht plötzlich Gargamel auf und friert die beiden ein, genauso alle anderen, bis auf Schlumpfine. Gargamel meint, dass Schlumpfine immer dazu gedacht war, ihn zu all den Schlümpfen zu führen. Er will sie einfrieren, doch es funktioniert nicht, deshalb lässt er sie einfach zurück. Nur Schlaubis Marienkäfer Snappy, der ähnlich wie ein Handy funktioniert, ist noch bei ihr. Er versucht sie aufzuheitern und alle Tiere, die Freunde der Schlümpfmädchen sind, kommen zu ihr.
Gargamel hat sich in sein Haus verzogen und bereitet alles vor um die Schlümpfe zu töten. Schlaubi kann sich und einen Teil der anderen Schlümpfe befreien. Hilde und Papa Schlumpf sind in einem anderen Käfig und beim Versuch, sie zu befreien, werden sie entdeckt. Alle außer Hefty und Schlaubi werden in ein rotierendes Glasgefäß geworfen und Gargamel bekommt dadurch, und mit anderen Zutaten, besondere Kräfte und verändert sein Aussehen. Da kommt Schlumpfine, angeblich, um „ihrem Vater Gargamel“ die Treue zu schwören. Sie bietet ihm die anderen Schlümpfe an und will ihm den Weg in ihr Dorf zeigen, wenn Gargamel sie in ihr böses Ich verwandelt. Gargamel schickt einen grünen Strahl aus, um sie zu verwandeln, doch Schlumpfine kontert mit einem blauen, der Gargamel erreicht und zurückverwandelt. Der blaue Strahl schickt Gargamel und seine Gefährten zurück in den verbotenen Wald zu dem gefährlichen Fluss, in dem sie von Fischen attackiert werden.
Die anderen Schlümpfe werden befreit, doch sie müssen feststellen, dass Schlumpfine zu einem blauen Klumpen geworden ist. Sie bringen ihn nach Hause in ihr Dorf, begleitet von den Schlumpfmädchen und Hilde. Sie legen den Klumpen auf Blüten und bilden mehrere Kreise um ihn herum, sie halten sich an den Händen und manche beginnen zu weinen. Plötzlich erscheint ein helles blaues Licht, es verwandelt Schlumpfine zurück. Alle Schlümpfe feiern ein großes Fest.

## Hintergrund
Der Film basiert auf der Comicbuchreihe Die Schlümpfe des belgischen Zeichners Peyo. Er wurde von Sony Pictures Animation produziert und von Sony Pictures Imageworks animiert. Es handelt sich bei dem Film um einen Reboot der Die-Schlümpfe-Filmreihe, in welcher zuvor Die Schlümpfe (2011) und Die Schlümpfe 2 (2013) erschienen waren. Die Sprechrollen sind jedoch anders besetzt als bei den vorherigen Filmen.
Die Schlümpfe – Das verlorene Dorf feierte seine Premiere am 26. März 2017 und kam am 6. April 2017 in die deutschen Kinos.

## Synchronisation
Die Synchronisation des Films wurde bei der Berliner Synchron nach einem Dialogbuch und unter der Dialogregie von Elisabeth von Molo erstellt.
| Rolle           | Englischer Sprecher | Deutscher Sprecher     |
| --------------- | ------------------- | ---------------------- |
| Schlumpfine     | Demi Lovato         | Nora Tschirner         |
| Gargamel        | Rainn Wilson        | Christoph Maria Herbst |
| Hefty           | Joe Manganiello     | Rick Kavanian          |
| Clumsy          | Jack McBrayer       | Tim Oliver Schultz     |
| Schlaubi        | Danny Pudi          | Axel Stein             |
| Schlumpfsturm   | Michelle Rodríguez  | Jasmin Gerat           |
| Schlumpfblüte   | Ellie Kemper        | Lena Gercke            |
| Schlumpflilie   | Ariel Winter        | Bianca Heinicke        |
| Papa Schlumpf   | Mandy Patinkin      | Heiner Lauterbach      |
| Schlumpfhilde   | Julia Roberts       | Iris Berben            |
| Beauty          | Tituss Burgess      | Sami Slimani           |
| Schlumpfmelodie | Meghan Trainor      |                        |
| Bäckerschlumpf  | Gordon Ramsay       | François Smesny        |
| Muffi           | Jake Johnson        | Charles Rettinghaus    |
| Jokey           | Gabriel Iglesias    | Rainer Fritzsche       |
| Farmi           | Jeff Dunham         |                        |
| Neugiery        | Kelly Asbury        |                        |

## Fortsetzung
Seit 2021 läuft die neue Fernsehserie Die Schlümpfe, die unter anderem auf den Ereignissen aus dem Film basiert. So gibt es in der Serie ein Wiedersehen mit den weiblichen Schlümpfen aus dem Film, welche nun regelmäßige Gäste im Schlumpfdorf sind.

## Kritik
„Ein Film der sich erfreulicherweise wieder auf seine Wurzeln besann. Kein Vulgär-Humor, so gut wie keine postmodernen Meta-Witze, verhältnismäßig wenig Kitsch und keine zwanghafte Modernisierung: Der nicht zu leugnende feministische Unterbau ist sicherlich dem Zeitgeist geschuldet. Das verlorene Dorf nimmt die Schlümpfe ernst und führt mit beeindruckenden, kräftig kolorierten, sehr detailverliebten Bildern wieder nah an den märchenhaften Zauber von Peyos Welt.“